# Queen's Cove
Queen's Cove est un village canadien situé sur l'île de Terre-Neuve dans la province de Terre-Neuve-et-Labrador.

## Annexe